# Petrell de Pycroft
El petrell de Pycroft (Pterodroma pycrofti) és un ocell marí de la família dels procel·làrids (Procellariidae), d'hàbits pelàgics, que cria a una sèrie d'illots propers a la costa septentrional de l'Illa del Nord de Nova Zelanda i es dispersen cap al nord pel Pacífic.